# Karl Pfizer

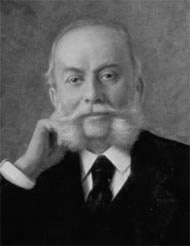
Charles Pfizer

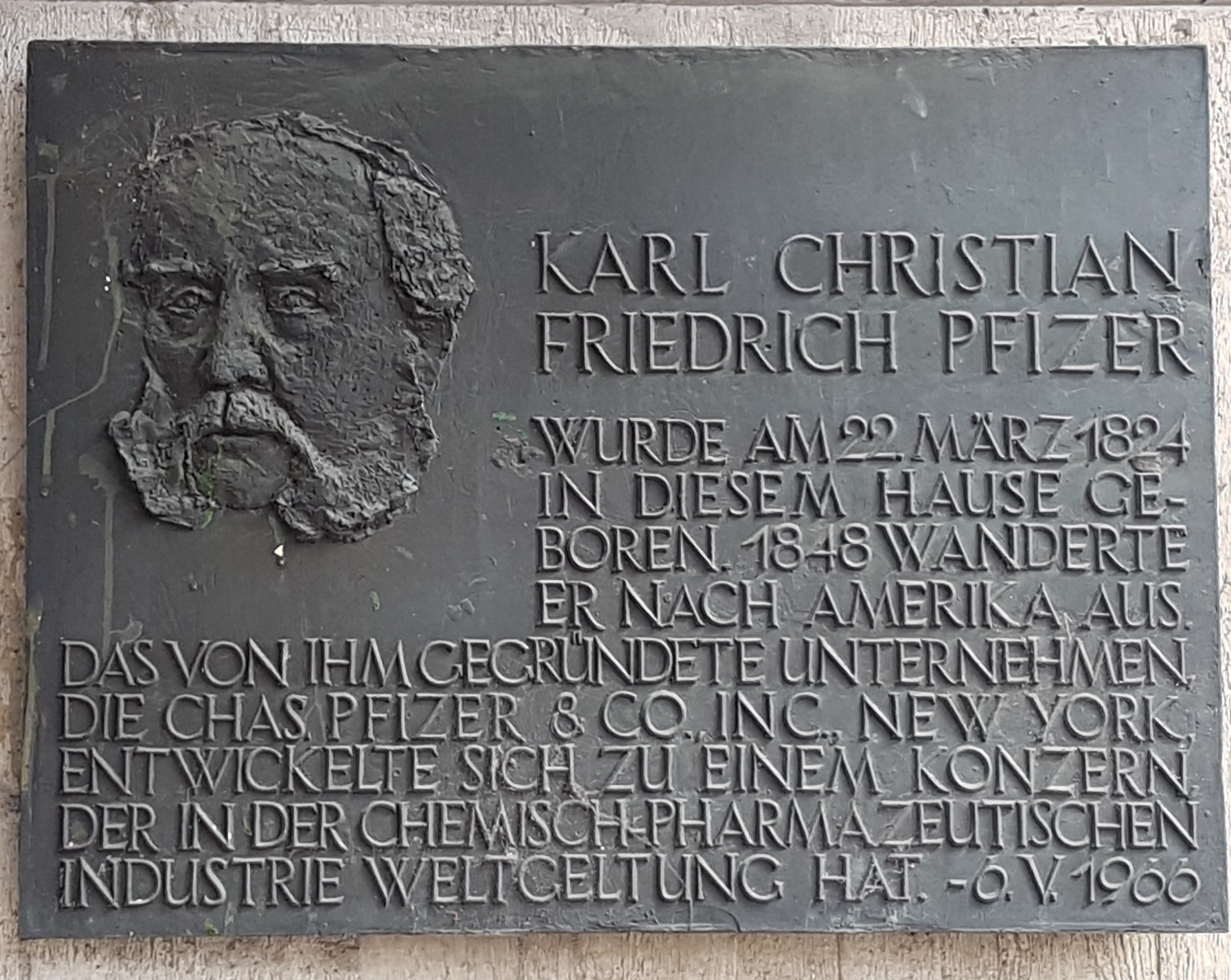
Gedenktafel an der Stelle des Geburtshauses in Ludwigsburg

Karl Pfizer (auch: Charles Pfizer) (* 22. März 1824 in Ludwigsburg; † 19. Oktober 1906 in Newport, Rhode Island) war ein deutscher Chemiker. Karl war das fünfte Kind eines Konditormeisters. Als Forty-Eighter emigrierte der Apothekerlehrling in die USA und gründete 1849 mit seinem Cousin Charles F. Erhart in Williamsburg in Brooklyn den Pharmakonzern Pfizer.

## Leben
Karl Pfizer und Charles Erhart borgten sich 2.500 Dollar von Pfizers Vater und kauften ein kleines Gebäude in der Bartlett Street in Williamsburg (Brooklyn). Dort produzierten sie die Chemikalie Santonin gegen parasitäre Würmer. Nach und nach erweiterten sie ihre Produktserie, beispielsweise um Jodsalze. 
1857 war das Gebäude zu klein geworden und im Stadtzentrum von Manhattan wurde ein neues Büro eröffnet. Elf Jahre später wurde das Büro in die Maiden Lane 81 in der Nähe der Wall Street verlegt. Hier wurde 1878 eines der ersten Telefone der Stadt installiert.
Bis 1860 produzierte die Firma Borax und Borsäure und war der erste wichtige Produzent dieser Chemikalien in den Vereinigten Staaten. Während des Bürgerkrieges ermöglichte ein Schutzzoll gegen importierten Weinstein, die lokale Produktion des Cremor Tartari aus Weinstein zu beginnen. Weinsäure wurde als Medizin auf den Schlachtfeldern eingesetzt, um die Wunden und Krankheiten der Unions-Soldaten zu behandeln.
Pfizer war oft in Europa, um den Kontakt mit seinen Rohstofflieferanten zu pflegen. Dabei lernte er seine Frau Anna Hausch kennen und heiratete sie 1859 in Ludwigsburg. Sie hatten fünf Kinder, von denen zwei (Charles jun. und Emile) die Firma weiterführten.
Die Firma Pfizer ist heute eine der größten Pharmaunternehmen weltweit.